# Antonio Maria Lari
Antonio Maria Lari detto il Tozzo (Siena, 1503 circa – dopo il 1549) è stato un architetto e pittore italiano.

## Biografia
Nato a Siena intorno al 1503 da Paolo e Alessandra di Giovanni Antonio Ballerino, si affermò presto come pittore, realizzando alcuni stendardi e bandiere. Nel 1533 fu rettore dell'arte dei pittori. Avvicinatosi agli ambienti di Baldassarre Peruzzi, architetto della Repubblica di Siena, imparò da questi i rudimenti dell'architettura: il suo primo lavoro documentato è la ricostruzione della chiesa e convento di Santa Marta nel 1535. Insieme a Domenico Beccafumi e Lorenzo Donati, eseguì nel 1536 la decorazione di Porta Nuova in occasione dell'ingresso di Carlo V.
Il 20 dicembre 1537 sostituì Baldassarre Peruzzi in qualità di architetto della Repubblica, e da allora la sua attività si concentrò sulla supervisione, tutela e ricostruzione del sistema statale di fortificazioni e torri costiere. Tra il 1538 e il 1539 si occupò delle fortezze di Sarteano, Sinalunga, Cetona, Chiusi e Sovana, e ispezionò la torre delle Saline di Orbetello.
Nel giugno 1539 ebbe inizio, su suo progetto, la ricostruzione della chiesa e convento di Santa Maria Maddalena. Presentò un disegno per la ristrutturazione complessiva del duomo di Grosseto, i cui lavori sono testimoniati in un documento del 1540: a Lari sono attribuiti la razionalizzazione spaziale dell'interno e alcuni elementi della facciata, come per esempio i due chioschetti circolari dei contrafforti angolari. Sempre a Grosseto, nel 1541, curò il restauro delle mura cittadine, insieme a Giorgio di Pietro di Val Lugana. Fino al 1546, l'architetto rimase in Maremma a eseguire sopralluoghi e interventi a varie strutture fortificate, in particolare quelle di Pitigliano, Sorano, Sovana, Talamone, Massa Marittima, Montepescali, Saturnia, Porto Ercole e Orbetello. In particolare, nella città lagunare Lari lavorò al consolidamento delle mura e della rocca, disegnando la porta Nuova, o porta Medina Coeli.
Sulla fine del 1546 venne coinvolto nella crisi politica della contea di Pitigliano, e seguì il conte Giovan Francesco Orsini in esilio a Roma presso papa Paolo III, dopo che era stato spodestato dal figlio Niccolò. L'ultimo documento in cui Lari è menzionato è una denuncia di beni fatta dal cognato Bartolomeo di Girolamo di Meio Nanni nel marzo 1549, dove viene ricordato come ancora in vita, sebbene non presente a Siena.
A Lari è stato attribuito anche il disegno di palazzo Palmieri.